# Meus Caros Amigos
| Críticas profissionais            | Críticas profissionais |
| Avaliações da crítica             | Avaliações da crítica  |
| Fonte                             | Avaliação              |
| --------------------------------- | ---------------------- |
| All Music Guide                   | [ 1 ]                  |
| The Encyclopedia of Popular Music | [ 2 ]                  |

Meus Caros Amigos é um álbum do músico brasileiro Chico Buarque, lançado em 1976.
O álbum conta com a participação de Milton Nascimento na faixa "O Que Será? (A Flor da Terra)" e traz ainda várias músicas compostas por Chico para peças e filmes: Mulheres de Atenas foi escrita por Chico e Augusto Boal para a peça Lisa, a Mulher Libertadora, de Boal. "Vai Trabalhar, Vagabundo" foi composta por Chico para o filme de mesmo nome, do diretor Hugo Carvana. "Passaredo" e "A Noiva da Cidade" foram escritas por Chico e Francis Hime para o filme A Noiva da Cidade de Alex Vianny. "Basta um Dia" foi escrita por Chico para a peça Gota d'Água, de Chico e Paulo Pontes. Segundo o Jornal do Brasil, o disco vendeu mais de 300 mil cópias no Brasil, até 27 de janeiro de 1980.

## Faixas

### Lado A
| N.º | Título                          | Compositor(es)           | Duração |  |
| 1.  | "O Que Será? (À Flor da Terra)" | Chico Buarque            |         |  |
| 2.  | "Mulheres de Atenas"            | C. Buarque, Augusto Boal |         |  |
| 3.  | "Olhos nos Olhos"               | Chico Buarque            |         |  |
| 4.  | "Você Vai Me Seguir"            | C. Buarque, Ruy Guerra   |         |  |
| 5.  | "Vai Trabalhar, Vagabundo"      | Chico Buarque            |         |  |

### Lado B
| N.º | Título              | Compositor(es)           | Duração |  |
| 1.  | "Corrente"          | Chico Buarque            |         |  |
| 2.  | "A Noiva da Cidade" | C. Buarque, Francis Hime |         |  |
| 3.  | "Passaredo"         | C. Buarque, F. Hime      |         |  |
| 4.  | "Basta um Dia"      | Chico Buarque            |         |  |
| 5.  | "Meu Caro Amigo"    | C. Buarque, F. Hime      |         |  |

## Ficha técnica
- Francis Hime – piano; arranjos nas faixas 1, 3, 5, 7, 8, 9 e 10
- Luiz Cláudio Ramos – violão nas faixas 2 e 3, viola e arranjos em "Mulheres de Atenas"
- Luizão Maia - baixo nas faixas 1, 3 e 5
- Antonio Adolfo - piano nas faixas 4 e 6
- Dino 7 Cordas - violão de 7 cordas em "Meu Caro Amigo"
- Altamiro Carrilho - flauta em "Meu Caro Amigo"
- Abel Ferreira - clarinete em "Meu Caro Amigo"
- Alceu Maia - cavaquinho em "Meu Caro Amigo"
- Joel Nascimento - bandolim em "Meu Caro Amigo"
- Neco - violão em "Meu Caro Amigo"
- Perinho Albuquerque – violão; arranjos nas faixas 4 e 6
- Arthur Verocai - violão nas faixas 1, 5, 7 e 8
- Sérgio Barrozo - baixo nas faixas 2, 7 e 8
- Moacyr Albuquerque - baixo nas faixas 4 e 6
- Elber Bedack - bateria nas faixas 1, 5, 7 e 8
- Enéas Costa - bateria nas faixas 4 e 6
- Áureo de Souza - bateria em  "Mulheres de Atenas" e percussão nas faixas 1, 5, 7 e 8
- Papão - bateria em "Olhos nos Olhos"
- Hermes Contesini - percussão nas faixas 1, 5 e 8
- Ariovaldo Contesini - percussão nas faixas 1, 2, 5 e 8
- Djalma Corrêa - percussão nas faixas 2 e 3
- Milton Nascimento – voz em "O Que Será? (À Flor da Terra)"
- MPB-4 – coro em "Você Vai Me Seguir"
- Miúcha,Olívia Hime, Bebel Gilberto, Bee de Campos e Telma Costa – coro em "Mulheres de Atenas" e em "A Noiva da Cidade"
- Celso Woltzenlogel, Jorginho Ferreira e Franklin da Flauta - flautas em "Mulheres de Atenas"